# Steve Lamson
Steve Lamson   (Orangevale, 24 de març de 1971) és un antic pilot professional de motocròs i director d'equip nord-americà. Va competir als Campionats AMA entre el 1988 i el 2007 i en va guanyar dos títols de motocròs de 125cc consecutius (1995-1996). A banda, va guanyar el Motocross des Nations de 1996 amb la selecció dels Estats Units. Un cop retirat de les curses, Lamson va esdevenir director de competició de l'equip MDK Honda i, més tard, de l'Star Yamaha.

## Trajectòria esportiva
Nascut a Orangevale, al comtat de Sacramento, Lamson va estudiar a l'institut Casa Roble High School. Va començar a competir en el campionat AMA de motocròs el 1988 i, ja dins l'equip de fàbrica d'Honda, en va guanyar el títol de 125cc els anys 1995 i 1996.
El 1996, Lamson va formar part, al costat de Jeff Emig i Jeremy McGrath, de l'equip nord-americà que va guanyar el Motocross des Nations, celebrat a Jerez de la Frontera, Espanya. Lamson va guanyar la primera mànega combinada de motocicletes de 500 i 125 cc amb una Honda CR125M, esdevenint així el primer a la història d'aquesta competició a guanyar una mànega amb una moto de 125cc contra motos més grans.
Lamson va córrer la seva darrera cursa del campionat americà de motocròs el 2007, després de 20 anys de carrera, una de les més llargues de la història de l'AMA. A data del 2018, apareixia en vint-i-quatrè lloc a la llista dels millors pilots de motocròs de l'AMA de tots els temps que publica el lloc web de referència Racer X.

## Palmarès

### Títols per any
| Any  | Equip | Campionat             | Classe |
| ---- | ----- | --------------------- | ------ |
| 1995 | Honda | AMA Motocross         | 125cc  |
| 1996 | Honda | AMA Motocross         | 125cc  |
| 1996 | Honda | Motocross des Nations | -      |

### Resum
- 2 Campionats AMA de motocròs 125cc
- 1 Motocross des Nations